# Llista de destinacions de Vueling
Vueling Airlines, té prop més de 130 destinacions entre el Nord d'Àfrica, Europa i Àsia.
(Última actualització: 24 de febrer del 2017)

## Àfrica
Algèria
- Alger - Aeroport d'Alger
- Orà - Aeroport d'Orà

 Gàmbia
- Banjul - Aeroport Internacional de Banjul

 Marroc
- Casablanca - Aeroport Internacional Mohammed V
- Fes - Aeroport de Fes-Saïss
- Marràqueix - Aeroport de Marràqueix
- Nador - Aeroport Internacional de Nador
- Tànger - Aeroport de Tànger-Ibn Battouta

 Senegal
- Dakar - Aeroport Internacional de Dakar

 Tunísia
- Tunis - Aeroport Internacional de Tunis

## Àsia
Israel
- Tel-Aviv - Aeroport de Ben Gurion

 Líban
- Beirut - Aeroport Internacional Rafic Hariri

## Europa
Àustria
- Viena - Aeroport Internacional de Viena

 Alemanya
- Berlín - Aeroport de Berlín-Tegel
- Düsseldorf - Aeroport Internacional de Düsseldorf
- Frankfurt - Aeroport de Frankfurt
- Hamburg - Aeroport d'Hamburg
- Hannover - Aeroport de Hannover
- Múnic - Aeroport de Múnic
- Nuremberg - Aeroport de Nuremberg
- Stuttgart - Aeroport de Stuttgart

 Bèlgica
- Brussel·les - Aeroport de Brussel·les

 Belarús
- Minsk - Aeroport Internacional de Minsk

 Croàcia
- Dubrovnik - Aeroport de Dubrovnik
- Split - Aeroport de Split
- Zadar - Aeroport de Zadar
- Zagreb - Aeroport de Zagreb

 Dinamarca
- Aalborg - Aeroport d'Aalborg
- Copenhaguen - Aeroport de Copenhaguen

 Espanya
- Alacant - Aeroport d'Alacant BASE
- Almeria - Aeroport d'Almeria
- Astúries - Aeroport d'Asturias (Oviedo) BASE
- Barcelona - Aeroport Internacional de Barcelona-El Prat BASE PRINCIPAL
- Bilbao - Aeroport de Bilbao BASE
- Eivissa - Aeroport d'Eivissa BASE
- Fuerteventura - Aeroport de Fuerteventura
- Granada - Aeroport de Federico García Lorca
- Gran Canària - Aeroport de Gran Canària BASE
- La Corunya - Aeroport de la Corunya BASE
- Lanzarote - Aeroport de Lanzarote
- La Palma - Aeroport de La Palma
- Madrid - Aeroport de Barajas BASE
- Màlaga - Aeroport de Màlaga-Costa del Sol BASE
- Mallorca - Aeroport de Palma BASE
- Menorca - Aeroport de Maó
- Santander - Aeroport de Santander
- Santiago - Aeroport de Santiago-Rosalía de Castro BASE
- Sant Sebastià - Aeroport de Sant Sebastià
- Saragossa - Aeroport de Saragossa
- Sevilla - Aeroport de San Pablo BASE
- Tenerife
  - Aeroport de Tenerife Nord BASE
  - Aeroport de Tenerife Sud BASE
- València - Aeroport de València BASE
- Valladolid - Aeroport de Valladolid
- Vigo - Aeroport de Vigo-Peinador
- Xerès - Aeroport de Jerez

 Estònia
- Tallinn - Aeroport de Tallinn

 França
- Bastia - Aeroport de Bastia-Còrsega
- Bordeus - Aeroport Bordeaux-Mérignac
- Brest - Aeroport de Brest-Bretagne
- Lilla - Aeroport Lilla
- Lió - Aeroport de Lió–Saint-Exupéry
- Marsella - Aeroport de Marsella-Provence
- Nantes - Aeroport de Nantes-Atlantique
- Niça - Aeroport de Niça-Costa Blava
- París
  - Aeroport de París-Charles de Gaulle
  - Aeroport de París-Orly BASE
- Rennes - Aeroport de Rennes–Saint-Jacques
- Tolosa - Aeroport de Tolosa-Blanhac

 Finlàndia
- Hèlsinki - Aeroport de Hèlsinki-Vantaa

 Grècia
- Atenes - Aeroport Internacional d'Atenes
- Corfú - Aeroport de Corfú
- Creta - Aeroport Internacional de Heraklion
- Kàrpatos - Aeroport Internacional de Kàrpatos
- Cos - Aeroport Internacional de Kos
- Míkonos - Aeroport Nacional de Míkonos
- Préveza - Aeroport de Préveza
- Rodes - Aeroport Internacional de Rodes
- Salònica - Aeroport de Salònica
- Santorini - Aeroport de Santorini
- Xifalònia - Aeroport de Xifalònia
- illa de Zacint - Aeroport de Zacint

 Hongria
- Budapest - Aeroport Internacional de Budapest

 Irlanda
- Dublín - Aeroport de Dublín

 Islàndia
- Reykjavík - Aeroport Internacional d'Islàndia

 Itàlia
- L'Alguer - Aeroport de l'Alguer
- Bari - Aeroport de Bari
- Bolonya - Aeroport de Bolonya-Guglielmo Marconi
- Bríndisi - Aeroport de Bríndisi
- Càller - Aeroport de Càller
- Catània - Aeroport de Catània-Fontanarossa
- Florència - Aeroport de Florència-Peretola BASE
- Gènova - Aeroport de Gènova-Cristoforo Colombo
- Lampedusa - Aeroport de Lampedusa
- Milà - Aeroport de Milà-Malpensa
- Nàpols - Aeroport de Nàpols
- Òlbia - Aeroport de Òlbia
- Palerm - Aeroport de Palerm
- Pisa - Aeroport de Pisa-Galileo Galilei
- Roma - Aeroport de Roma-Fiumicino BASE
- Torí - Aeroport de Torí-Caselle Airport
- Venècia - Aeroport de Venècia-Marco Polo
- Verona - Aeroport de Verona

 Luxemburg
- Luxemburg - Aeroport de Luxemburg-Findel

 Malta
- República de Malta - Aeroport Internacional de Malta

 Noruega
- Bergen - Aeroport de Bergen-Flesland
- Oslo - Aeroport d'Oslo-Gardermoen

 Països Baixos
- Amsterdam - Aeroport d'Amsterdam-Schiphol BASE
- Eindhoven - Aeroport d'Eindhoven
- Rotterdam - Aeroport de Rotterdam

 Polònia
- Cracòvia - Aeroport de Cracòvia
- Varsòvia - Aeroport de Varsòvia Chopin

 Portugal
- Faro - Aeroport de Faro
- Lisboa - Aeroport de Portela
- Madeira - Aeroport de Madeira
- Porto - Aeroport de Porto

 Regne Unit
- Birmingham - Aeroport de Birmingham
- Cardiff - Aeroport de Cardiff
- Edimburg - Aeroport d'Edimburg
- Leeds - Aeroport de Leeds
- Londres
  - Aeroport de Londres-Gatwick
  - Aeroport de Londres-Heathrow
  - Aeroport de Londres-Luton
- Manchester - Aeroport de Manchester
- Newcastle - Aeroport de Newcastle

 Txèquia
- Praga - Aeroport de Praga-Ruzyně

 Romania
- Bucarest - Aeroport d'Henri Coandă
- Cluj-Napoca - Aeroport de Cluj-Napoca

 Rússia
- Kaliningrad - Aeroport de Kaliningrad
- Moscou - Aeroport de Moscou-Domodédovo
- Sant Petersburg - Aeroport de Sant Petersburg

 Sèrbia
- Belgrad - Aeroport de Belgrad

 Suècia
- Göteborg - Aeroport de Göteborg-Landvetter
- Estocolm - Aeroport d'Estocolm-Arlanda

 Suïssa
- Basilea - Aeroport de Basilea
- Ginebra - Aeroport internacional de Ginebra
- Zúric - Aeroport de Zuric BASE

 Ucraïna
- Kíev - Aeroport de Kíev

 Xipre
- Làrnaca - Aeroport de Làrnaca